# 駈上
駈上（かけあげ）は、愛知県名古屋市南区の地名。現行行政地名は駈上一丁目と駈上二丁目。住居表示実施。

## 地理
名古屋市南区北東部に位置する。西は菊住一丁目・菊住二丁目、南は鳥栖一丁目、北は瑞穂区に接する。

## 歴史
当地は地理的には呼続台地と称される台地上であり、耕作不適地であったために江戸時代まで人が住んでいなかったという。明治・大正に至って、酒造業である「菊の世」や明治煉瓦の工場などが立地するようになり、また、内田牧場が広がるようになった。また、近藤紡績所の所有地があったが、これは1943年（昭和18年）に住友電気工業が買収し、運動場や社宅を造成した。1950年（昭和25年）に開催された愛知国体の影響や名古屋市電笠寺線の笠寺への延長などにより、当地は宅地へと変貌していったという。1968年（昭和43年）には、駈上住宅が設置されている。

### 町名の由来
呼続町の字欠上（かけうえ）に由来する。

### 沿革
- 1946年（昭和21年）11月11日 - 南区呼続町の一部により、同区駈上町が成立する[1]。
- 1984年（昭和59年）1月15日 - 南区駈上一丁目が同区駈上町・新郊通・外山町・瑞穂区洲山町の各一部により、南区駈上二丁目が駈上町・新郊通・外山町・宮崎通の各一部によりそれぞれ成立する[1]。また、南区駈上町は駈上一丁目・駈上二丁目および外山一丁目にそれぞれ編入され消滅[1]。

### 町名の変遷
| 実施後     | 実施年月日     | 実施前（各町名ともその一部） |
| ---------- | -------------- | ---------------------------- |
| 駈上町     | 1946年11月11日 | 呼続町                       |
| 駈上一丁目 | 1984年1月15日  | 駈上町                       |
| 駈上一丁目 | 1984年1月15日  | 新郊通                       |
| 駈上一丁目 | 1984年1月15日  | 外山町                       |
| 駈上一丁目 | 1984年1月15日  | 洲山町                       |
| 駈上二丁目 | 1984年1月15日  | 駈上町                       |
| 駈上二丁目 | 1984年1月15日  | 新郊通                       |
| 駈上二丁目 | 1984年1月15日  | 外山町                       |
| 駈上二丁目 | 1984年1月15日  | 宮崎通                       |
| 外山一丁目 | 1984年1月15日  | 駈上町                       |

## 世帯数と人口
2019年（平成31年）4月1日現在の世帯数と人口は以下の通りである。
| 丁目       | 世帯数    | 人口    |
| ---------- | --------- | ------- |
| 駈上一丁目 | 840世帯   | 1,621人 |
| 駈上二丁目 | 393世帯   | 888人   |
| 計         | 1,233世帯 | 2,509人 |

### 人口の変遷
国勢調査による人口の推移
| 1995年（平成7年）  | 2,332人 | [ WEB 6 ]  |  |
| 2000年（平成12年） | 2,345人 | [ WEB 7 ]  |  |
| 2005年（平成17年） | 2,196人 | [ WEB 8 ]  |  |
| 2010年（平成22年） | 2,508人 | [ WEB 9 ]  |  |
| 2015年（平成27年） | 2,553人 | [ WEB 10 ] |  |

### 世帯数の変遷
国勢調査による世帯数の推移。
| 1995年（平成7年）  | 893世帯  |  |  |
| 2000年（平成12年） | 932世帯  |  |  |
| 2005年（平成17年） | 949世帯  |  |  |
| 2010年（平成22年） | 1145世帯 |  |  |
| 2015年（平成27年） | 1191世帯 |  |  |

## 学区
市立小・中学校に通う場合、学校等は以下の通りとなる。また、公立高等学校に通う場合の学区は以下の通りとなる。
| 丁目       | 番・番地等 | 小学校               | 中学校               | 高等学校 |
| ---------- | ---------- | -------------------- | -------------------- | -------- |
| 駈上一丁目 | 全域       | 名古屋市立菊住小学校 | 名古屋市立桜田中学校 | 尾張学区 |
| 駈上二丁目 | 全域       | 名古屋市立菊住小学校 | 名古屋市立桜田中学校 | 尾張学区 |

## 施設

### 駈上一丁目

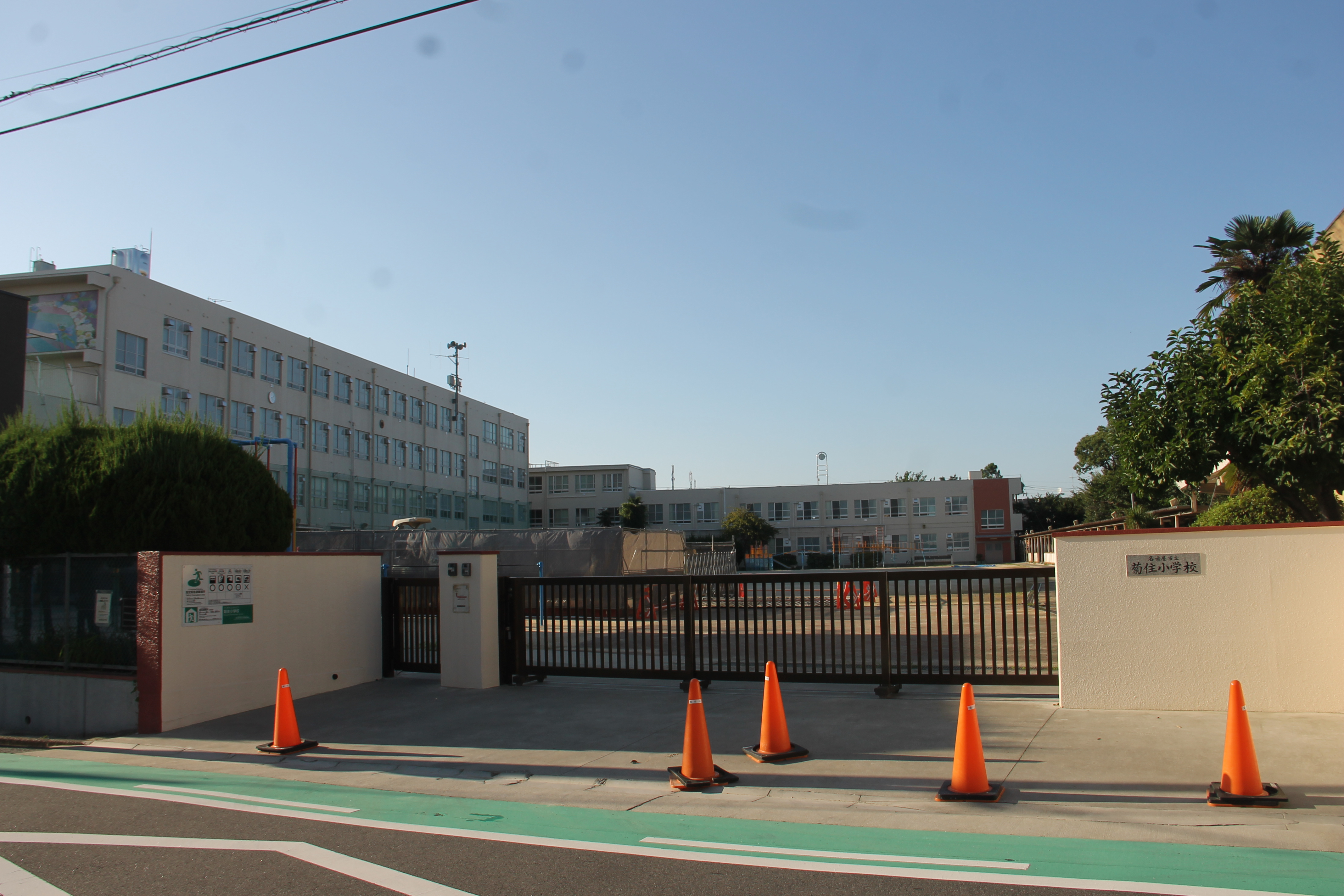
名古屋市立菊住小学校
- 駈上住宅[3]
- ピアゴ ラ フーズコアアラタマ店[3]
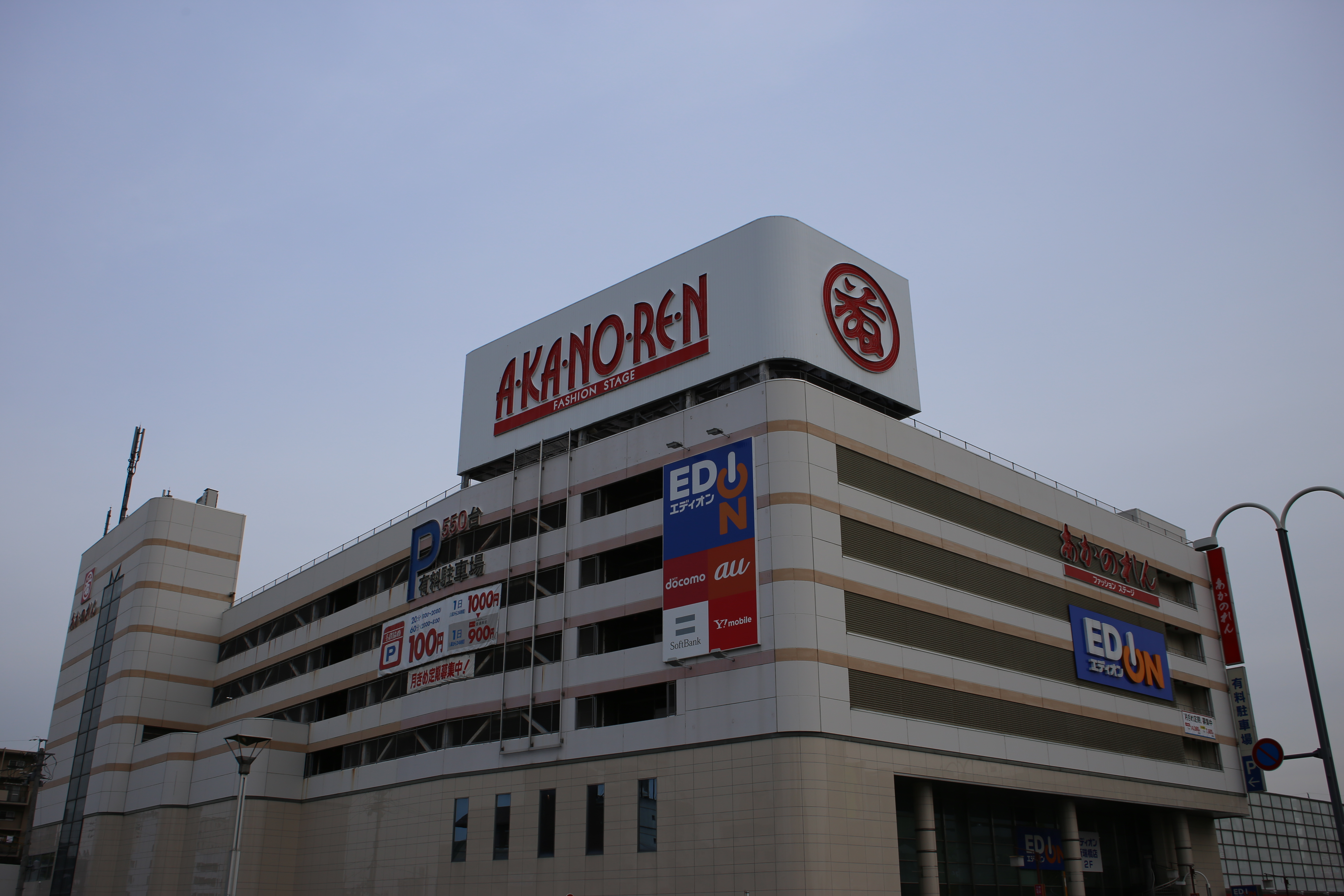
あかのれん新瑞店
- エディオン新瑞橋店
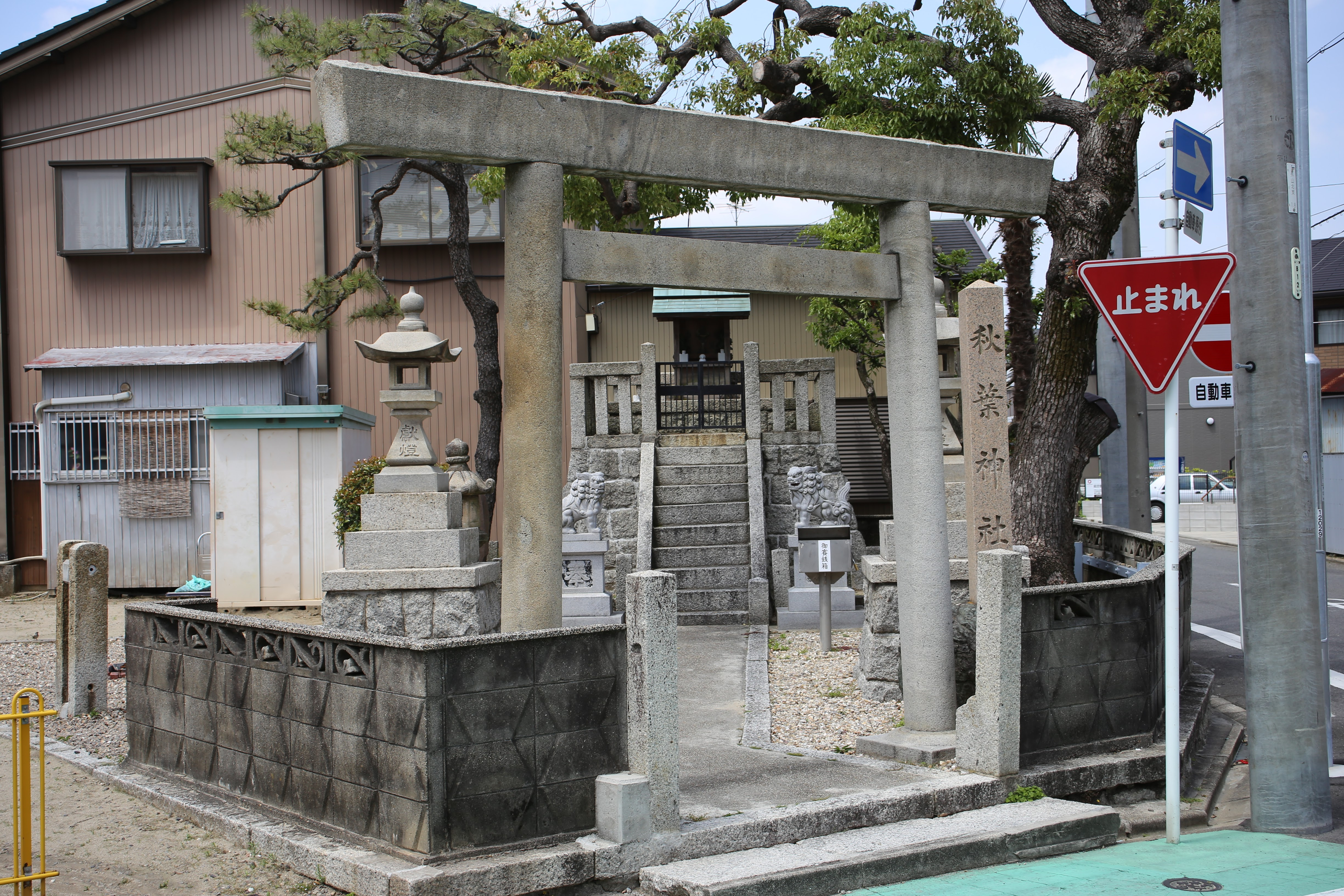
秋葉神社

かつては山崎村字釜塚に鎮座していたが1940年（昭和15年）遷座。
- 名古屋市立菊住小学校
- あかのれん新瑞店
- 秋葉神社

### 駈上二丁目
- 駈上公園[3]

1981年（昭和56年）4月1日供用開始。
- コープ野村新瑞橋[3]

## 交通
- 名古屋市道名古屋環状線

## その他

### 日本郵便
- 郵便番号 : 457-0007[WEB 3]（集配局：名古屋南郵便局[WEB 18]）。

### WEB
1. ↑  “愛知県名古屋市南区の町丁・字一覧”.   人口統計ラボ. 2017年10月7日閲覧。
2. 1 2  “町・丁目(大字)別、年齢(10歳階級)別公簿人口(全市・区別)”.   名古屋市 (2019年4月22日). 2019年4月23日閲覧。
3. 1 2  “郵便番号”.  日本郵便. 2019年3月17日閲覧。
4. ↑  “市外局番の一覧”.   総務省. 2019年1月6日閲覧。
5. 1 2  名古屋市役所市民経済局地域振興部住民課町名表示係 (2015年10月21日). “南区の町名一覧”.   名古屋市. 2017年10月7日閲覧。
6. 1 2  総務省統計局 (2014年3月28日). “平成7年国勢調査の調査結果(e-Stat) - 男女別人口及び世帯数 －町丁・字等” (CSV). 2021年7月20日閲覧。
7. ↑  名古屋市役所総務局企画部統計課統計係 (2005年7月1日). “（刊行物）名古屋の町(大字)・丁目別人口 (平成12年国勢調査) 南区” (XLS). 2017年10月8日閲覧。
8. ↑  名古屋市役所総務局企画部統計課統計係 (2007年6月29日). “平成17年国勢調査　名古屋の町(大字)別・年齢別人口 南区” (XLS). 2017年10月8日閲覧。
9. ↑  名古屋市役所総務局企画部統計課統計係 (2012年6月29日). “平成22年国勢調査　名古屋の町(大字)別・年齢別人口 南区” (XLS). 2017年10月8日閲覧。
10. ↑  名古屋市役所総務局企画部統計課統計係 (2017年7月7日). “平成27年国勢調査　名古屋の町(大字)別・年齢別人口” (XLS). 2017年10月8日閲覧。
11. ↑  総務省統計局 (2014年5月30日). “平成12年国勢調査の調査結果(e-Stat) - 男女別人口及び世帯数 －町丁・字等” (CSV). 2021年7月20日閲覧。
12. ↑  総務省統計局 (2014年6月27日). “平成17年国勢調査の調査結果(e-Stat) - 男女別人口及び世帯数 －町丁・字等” (CSV). 2021年7月21日閲覧。
13. ↑  総務省統計局 (2012年1月20日). “平成22年国勢調査の調査結果(e-Stat) - 男女別人口及び世帯数 －町丁・字等” (CSV). 2021年7月21日閲覧。
14. ↑  総務省統計局 (2017年1月27日). “平成27年国勢調査の調査結果(e-Stat) - 男女別人口及び世帯数 －町丁・字等” (CSV). 2021年7月21日閲覧。
15. ↑  “市立小・中学校の通学区域一覧”.   名古屋市 (2018年11月10日). 2019年1月14日閲覧。
16. ↑  “平成29年度以降の愛知県公立高等学校（全日制課程）入学者選抜における通学区域並びに群及びグループ分け案について”.   愛知県教育委員会 (2015年2月16日). 2019年1月14日閲覧。
17. ↑  “都市公園の名称、位置及び区域並びに供用開始の期日” (2019年5月1日). 2019年11月3日閲覧。
18. ↑  “郵便番号簿 2018年度版” (PDF).   日本郵便. 2019年4月23日閲覧。

### 文献
1. 1 2 3 4 5 6  名古屋市計画局 1992, p. 850.
2. ↑  「角川日本地名大辞典」編纂委員会 1989, p. 1538.
3. 1 2 3 4 5 6 7 8  「角川日本地名大辞典」編纂委員会 1989, p. 1539.
4. 1 2 3 4 5 6  名古屋市計画局 1992, p. 557.
5. ↑  榊原邦彦 2021, p. 9.